# 鱼漂

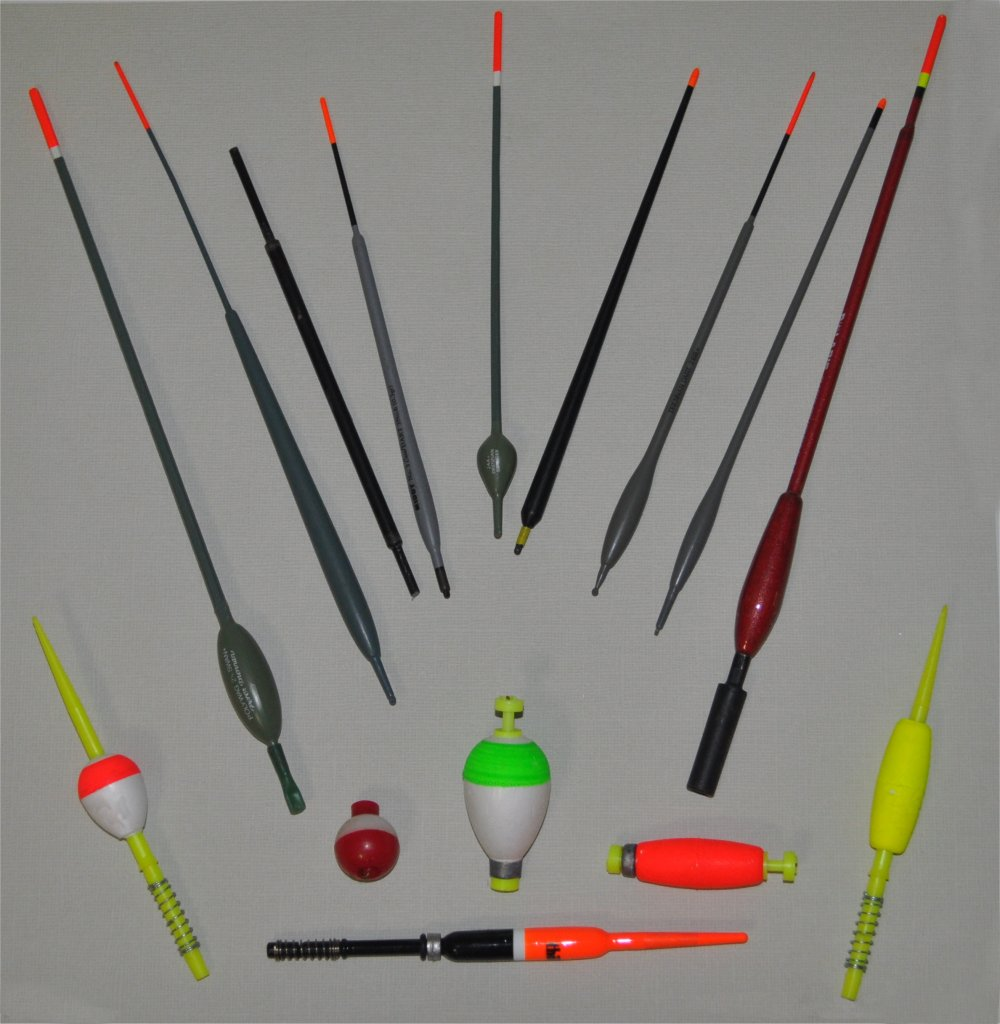
美国和英国常用的鱼漂。

鱼漂（英語：float，在美式英语中也称作）又名浮漂，是钓鱼时栓在鱼线上并漂浮于水面的一种末端渔具，主要用作“咬钩指示器”（bite indicator）负责将鱼钩和鱼饵保持在指定深度并将水下情况传递到水面，以便钓者观察水下鱼汛、鱼饵存留状态、以及水底水流起伏变化:36。使用鱼漂的浮钓是最常见的钓鱼方式。

## 材质
历史上，鱼漂的材质主要是桐木、鸡、鸭、鹅的羽根，以及孔雀羽根。现代，鱼漂的主要材质是赛珞乙烯合成树脂。:37
鱼漂的形状多种多样，包括：球型、长管型、线型、球棒型、陀螺型、辣椒型等。:37球型主要用于钓鲫鱼的探钓法、缓沉法、濑钓法。:37辣椒型、立式鱼漂都是由桐木、赛璐珞等化学材料制作，用于钓鲫鱼的排竿法、流钓法。

### 夜光鱼漂
夜光鱼漂主要是夜钓时使用的一种鱼漂，其特点是夜晚投入水中会发光。:210

## 调试
鱼漂的调试可以选择大水桶、水缸、洗衣机、水塔等容器中进行，事前，钓组必须制作完成。:42